# Гроссман, Лев
Лев Гроссман (Lev Grossman; род. 26 июня 1969 года) — американский писатель и журналист, литературный критик, автор романа «Волшебники» (The Magicians). Литературный критик и ведущий автор журнала Time.

## Карьера

### Журналистика
Гроссман писал для The New York Times, Wired, Salon.com, Lingua Franca, Entertainment Weekly, Time Out New York, The Wall Street Journal и The Village Voice. Входит в совет директоров Национального
круга книжных критиков. Также пишет о технологиях и игровой индустрии.
Брал интервью у Билла Гейтса, Стива Джобса, Салмана Рушди, Нила Геймана, Дж. К. Роулинг и Джонни Кэша.

### Писательство
Первый роман Warp был опубликован в 1997 году. Гроссман говорит, что это история о «лирических злоключениях 20-летнего героя, который путает реальность со „Стар Треком“». «Варп» получил много отрицательных отзывов. В своем эссе Terrors of the Amazon Гроссман признался, что писал хорошие отзывы на свою книгу под вымышленными именами на Амазоне.
Следующий роман, «Кодекс», вышел в 2004 году и стал международным бестселлером.
Самый известный роман писателя «Волшебники» (The Magicians), написанный в 2009, в 2010 году получил награду Alex Award, которая присуждается 10 лучшим книгам в жанре янг-эдалт.
В 2011 году Гроссман получил премию Джона В. Кэмпбелла как лучший новый писатель-фантаст.
Писатель продал права на экранизацию книги, но заявил, что не верит, что его книгу можно перенести на экран. В мае 2015 канал SyFy начал производство первого сезона одноимённого телесериала. Пилотная серия была показана 16 декабря 2015, а 13-я серия — 11 апреля 2016 года. Премьера второго сезона состоялась 25 января 2017. 12 апреля 2017 года сериал продлили на третий сезон, премьера состоялась 10 января 2018 года, и 28 февраля 2018 года также продлили на четвертый сезон из 13 эпизодов, премьера которого состоялась 23 января 2019 года. В январе 2019 SyFy сообщила, что сериал продлен на пятый сезон.

## Личная жизнь
Лев Гроссман родился в семье поэта Аллена Гроссмана и писательницы Джудит Гроссман. Его брат-близнец, Остин Гроссман, работает гейм-дизайнером и пишет книги, а их сестра Батшеба Гроссман — скульптор.

## Книги
- Warp, New York: St. Martin's Griffin/Macmillan, 1997. ISBN 978-0-312-17059-2
- Codex, New York: Houghton Mifflin Harcourt, 2004. ISBN 978-0-15-101066-0
- The Magicians, New York: Viking/Penguin, 2009. ISBN 978-0-670-02055-3 (hardcover); Plume/Penguin, 2010. ISBN 978-0-452-29629-9 (trade paperback)
- The Magician King, New York: Viking/Penguin, 2011. ISBN 978-0-670-02231-1
- The Magician's Land, New York: Viking/Penguin/PRH, 2014. ISBN 978-0-670-01567-2

### В переводах на русский
- Лев Гроссман. Кодекс = Codex / переводчик Наталья Виленская. — М.: АСТ, Транзиткнига, Neoclassic, 2006. — 320 с. — 5000 экз. — ISBN 5-17-034565-8, 5-9713-1078-Х, 5-9578-3202-2.
- Лев Гроссман. Волшебники = The Magicians / переводчик Наталья Виленская. — АСТ, 2016. — 448 с. — 6000 экз. — ISBN 978-5-17-092937-5.
- Лев Гроссман. Король Волшебников = The Magician King / переводчик Наталья Виленская. — АСТ, 2016. — 448 с. — 6000 экз. — ISBN 978-5-17-096517-5.
- Лев Гроссман. Земля волшебника = The Magician's Land / переводчик Наталья Виленская. — АСТ, 2016. — 448 с. — 4000 экз. — ISBN 978-5-17-098902-7.